# Megaphthiria macrostoma
Megaphthiria macrostoma är en tvåvingeart som först beskrevs av Hall 1976.  Megaphthiria macrostoma ingår i släktet Megaphthiria och familjen svävflugor. Inga underarter finns listade i Catalogue of Life.